# Empidonax flavescens
Empidonax flavescens là một loài chim trong họ Tyrannidae.

## Hình ảnh

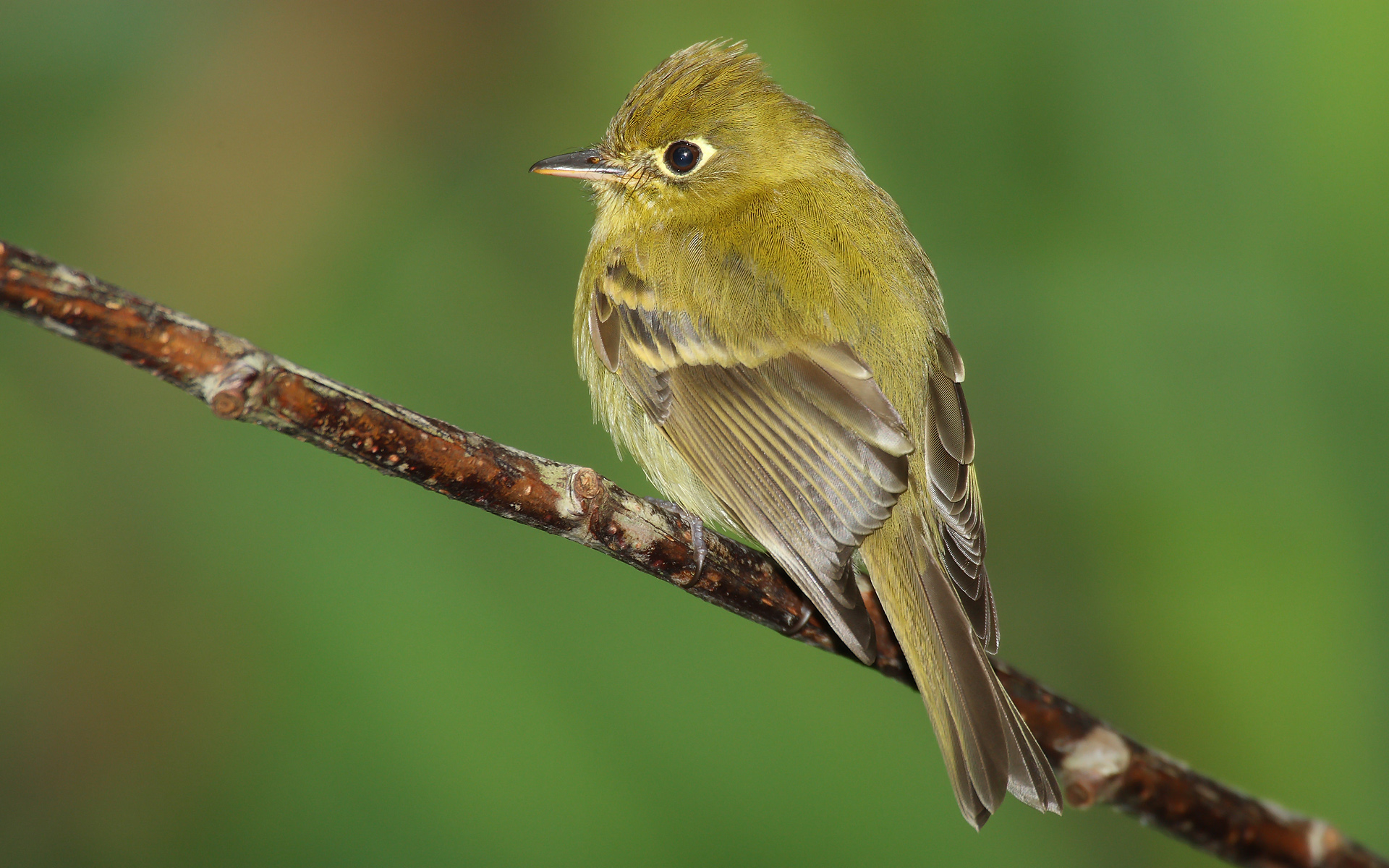
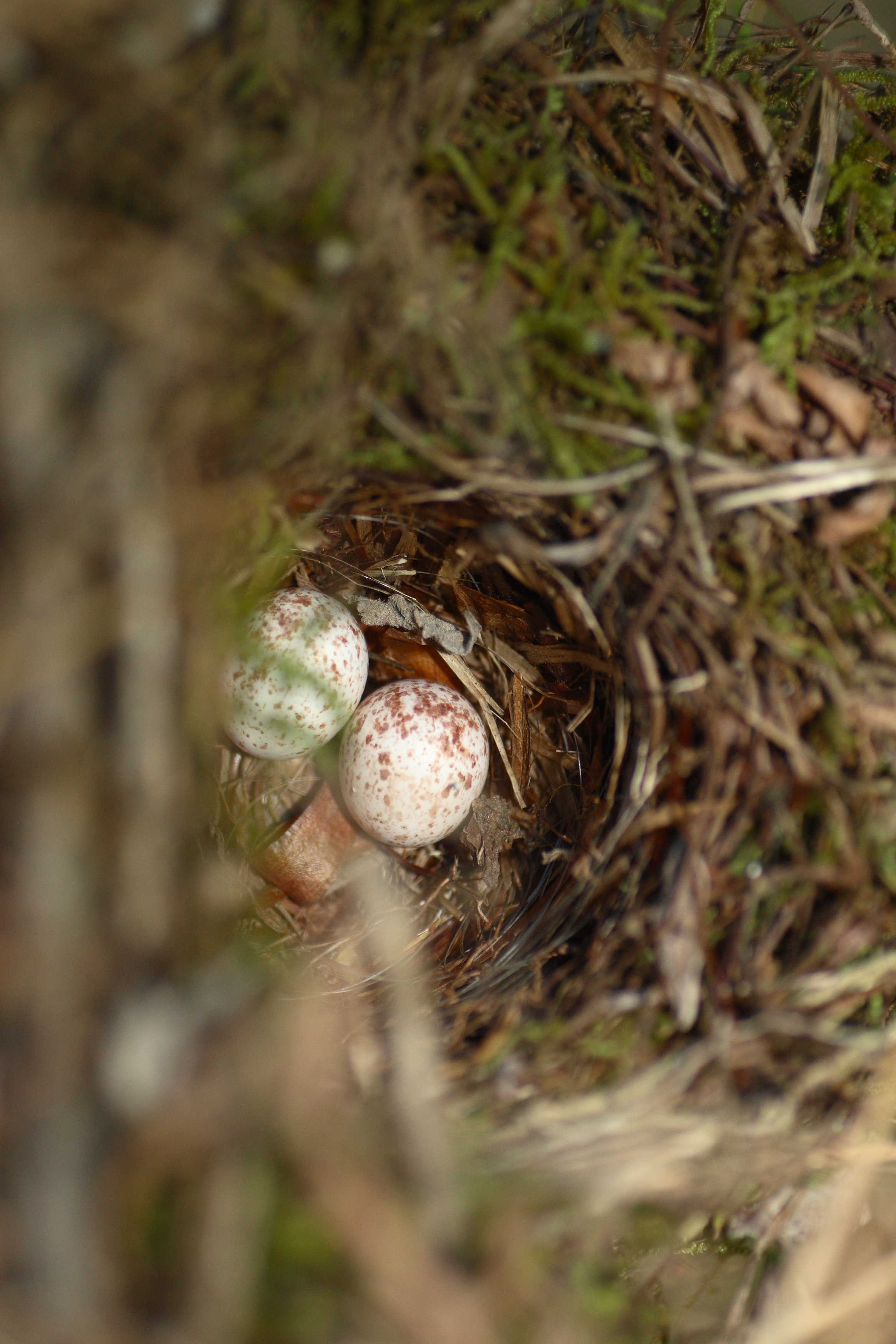
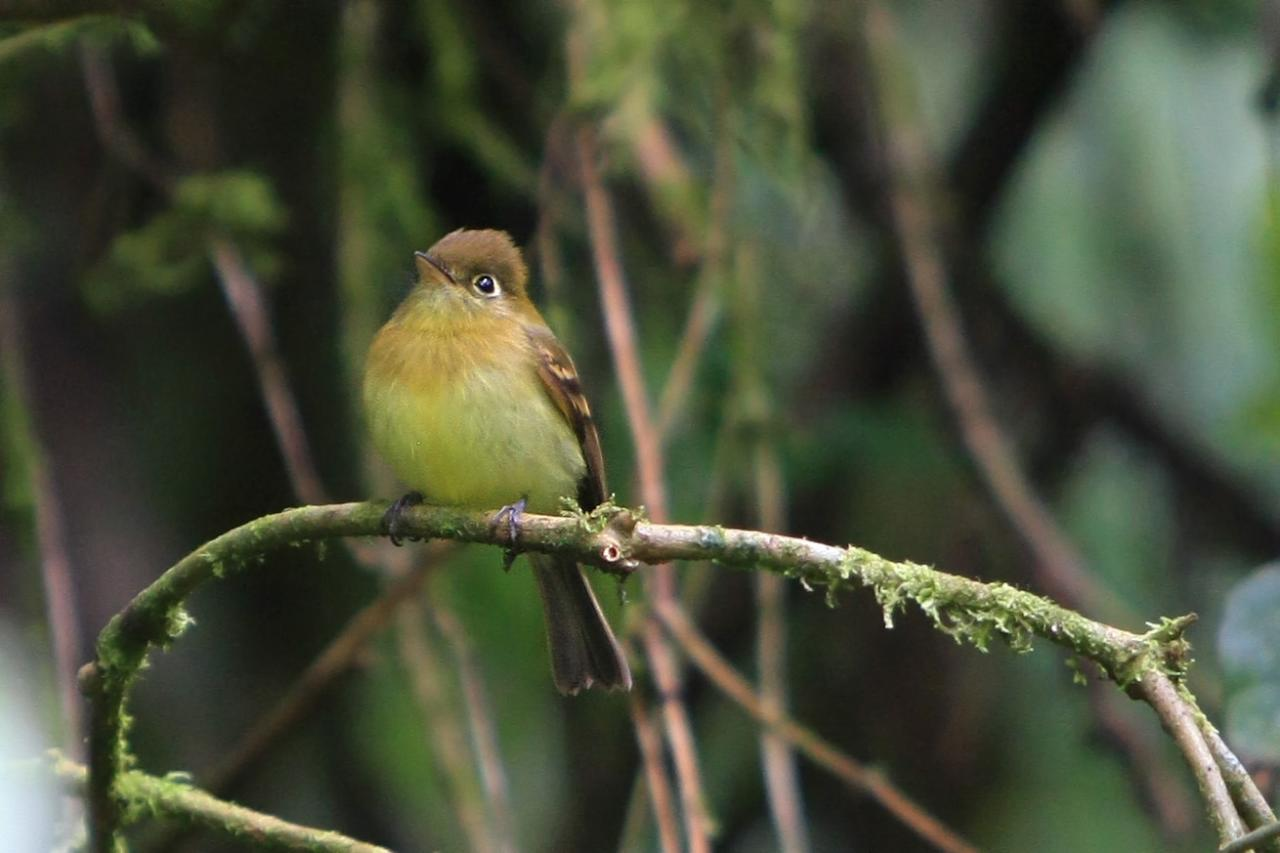